# Варесман
Варесман или Баресман (др.-греч.: Βαρεσμανᾶς) — был выдающимся сасанидским персидским полководцем.

## История
Варесман известен только по участию в битве при Даре в 530 году против византийцев под предводительством Велисария, написанной Прокопием Кесарийским. В этой битве Варесман был заместителем командующего персидской армией под командованием Пероза и был убит во время боя со Суникой. По рассказу Прокопия, он был одноглазым.